# موش‌واران دالان‌ساز
موش‌واران دالان‌ساز (به لاتین: Geomyoidea)، یک بالاخانواده از جوندگان است که شامل موشان دالان‌ساز (Geomyidae)، موش‌های کانگورویی (Heteromyidae) و وابستگان فسیلی آن‌ها است.
- در نام لاتین این بالاخانواده، "Geo" به معنی زمین و "myo" به معنی موش است.

موش‌واران دالان‌ساز بسته به مرجع به صورت سنجاب‌ریختان یا موش‌ریختان در نظر گرفته شده‌اند. ماهیچه جوشی از کانال زیرچشمی نمی‌گذرد، به دلیل موقعیت کانال نمی‌تواند عبور کند. برخی از مراجع، بر این اساس موش‌های دالان‌ساز را مربوط به سنجاب، سگ آبی و بیدستر کوهی می‌دانند.

## رده‌بندی
- بالاخانواده موش‌واران دالان‌ساز
  - سردهٔ † Griphomys incertae sedis
  - سردهٔ † Meliakrouniomys incertae sedis
  - خانوادهٔ † آغازموشان
  - خانوادهٔ † Heliscomyidae
  - خانوادهٔ † Florentiamyidae
  - خانوادهٔ موشان دالان‌ساز
  - خانوادهٔ دیگرموشان- موش‌های کانگورویی، موش‌های جیبی